# Камар ад-Дин
Камар ад-Дин (XIV век) — могущественный эмир могольского улуса, фактический правитель Моголистана из племени дуглат.
Владения Камар ад-Дина включали Тарим и Центральный Тянь-Шань.
К 1364 году достиг значительного влияния в Моголистане, а в 1366 году сверг и убил правителя этой страны Ильяс-Ходжу. C 1375 года вел войны с Тамерланом и тревожил окрестности Андижана. С одной стороны, Камар ад-Дин не мог разрушить империю Тамерлана, но и Тамерлан не мог окончательно разгромить Камар-ад-Дина, который искал союза с ханом Золотой Орды Тохтамышем. В 1389 и 1390 Тамерлан предпринял два похода против Камар ад-Дина, владения которого к этому времени располагались на Иссык-Куле и Илийской долине. Походы Тамерлана сильно ослабили  центральную власть Моголистана и обескровили местное население. После очередного карательного похода Тамерлана в 1390 году, Камар ад-Дин пропадает без вести.